# Rumania en los Juegos Olímpicos de Londres 2012
Rumanía estuvo representada en los Juegos Olímpicos de Londres 2012 por un total de 103 deportistas que compitieron en 14 deportes. Responsable del equipo olímpico fue el Comité Olímpico y Deportivo Rumano, así como las federaciones deportivas nacionales de cada deporte con participación.
El portador de la bandera en la ceremonia de apertura fue el tenista Horia Tecău.

## Medallistas
El equipo olímpico rumano obtuvo las siguientes medallas:
| Nombre                                                                    | Deporte            | Competición                     |
| ------------------------------------------------------------------------- | ------------------ | ------------------------------- |
| Oro                                                                       |                    |                                 |
| Sandra Izbașa                                                             | Gimnasia artística | Salto de potro F                |
| Alin George Moldoveanu                                                    | Tiro               | Rifle de aire 10 m M            |
| Plata                                                                     |                    |                                 |
| Rareș Dumitrescu Tiberiu Dolniceanu Florin Zalomir Alexandru Sirițeanu    | Esgrima            | Sable por equipos M             |
| Cătălina Ponor                                                            | Gimnasia artística | Suelo F                         |
| Roxana Cocoș                                                              | Halterofilia       | 69 kg F                         |
| Alina Dumitru                                                             | Judo               | –48 kg F                        |
| Corina Căprioriu                                                          | Judo               | –57 kg F                        |
| Bronce                                                                    |                    |                                 |
| Diana Bulimar Diana Chelaru Andreea Iordache Sandra Izbașa Cătălina Ponor | Gimnasia artística | Concurso completo por equipos F |
| Răzvan Martin                                                             | Halterofilia       | 69 kg M                         |